# والتر بينيتيز
والتر بينيتيز (بالإسبانية: Walter Daniel Benítez)‏ هو لاعب كرة قدم أرجنتيني في مركز حراسة المرمى، ولد في 19 مارس 1993 في سان مارتن في الأرجنتين. شارك مع منتخب الأرجنتين تحت 20 سنة لكرة القدم. أما مع النوادي، فقد لعب مع كيلمس ونادي نيس.

## وصلات خارجية
- والتر بينيتيز على موقع الاتحاد الأوربي (الإنجليزية)
- والتر بينيتيز على موقع قاعدة بيانات كرة القدم.إي يو (الإنجليزية)
- والتر بينيتيز على موقع ليكيب (الفرنسية)
- والتر بينيتيز على موقع Soccerway.com (الإنجليزية)
- والتر بينيتيز على موقع عالم كرة القدم.نت (الإنجليزية)
- والتر بينيتيز على موقع AS.com (الإسبانية)